# 산안토니오현
산안토니오현(스페인어: Provincia de San Antonio)은 칠레 발파라이소 주를 구성하는 8개의 현 가운데 하나로 현도는 산안토니오이며 면적은 1,511.6km2, 인구는 144,220명(2012년 기준), 인구 밀도는 95명/km2이다.

## 같이 보기
- 칠레 와인
- 산안토니오 (칠레)